# Ousmane Diarra
Ousmane Diarra (Francia, 10 de febrero de 1964) es un atleta francés retirado especializado en la prueba de 800 m, en la que consiguió ser medallista de bronce europeo en pista cubierta en 1994.

## Carrera deportiva
En el Campeonato Europeo de Atletismo en Pista Cubierta de 1994 ganó la medalla de bronce en los 800 metros, con un tiempo de 1:47.18 segundos, tras el ruso Andrey Loginov  y el español Luis Javier González.